# Citromcápa
A citromcápa (Negaprion brevirostris) a porcos halak (Chondrichthyes) osztályának a kékcápaalakúak (Carcharhiniformes) rendjébe, ezen belül a kékcápafélék (Carcharhinidae) családjába tartozó faj.

## Előfordulása
A citromcápa Észak-Amerika és Dél-Amerika keleti partján New Jersey-től Brazíliáig fordul elő, illetve Közép-Amerika és Dél-Amerika, valamint Afrika nyugati partvonala mentén lelhető fel. A Csendes-óceán keleti felén is vannak állományai; ezek a Kaliforniai-öböltől kezdve Ecuadorig találhatók meg.

## Megjelenése
Az állat, a tengerben elérheti a 3,4 méteres hosszúságot, fogságban a hímek 2,5 méteresre, a nőstények 2,6 méteresre nőnek meg. Testtömege 180 kilogramm is lehet. Mint ahogy neve is mondja, a cápa citromszínű, vagyis sárga. Hátán két hátuszony van. A citromcápának függőlegesen álló, szimmetrikus fogai vannak.
|  |

## Életmódja
A nyílt tenger mély vizével szemben az öblök sekély, közepesen mély vizeit részesíti előnyben, de otthonosan mozog a kikötők közelében, a folyótorkolatokban, kisebb öblökben és egyéb félsós vizekben is. A citromcápa természetes közegétől távol, fogságban is jól tartható. Hosszú távon a tengerek vegyi elszennyeződése jelenthet veszélyt a faj számára. A fiatal cápák kisebb csapatokban élnek, a felnőttek magányosak. A kifejlett citromcápák csak akkor vadásznak együtt, ha egy nagy halrajjal találkoznak. Tápláléka a part menti vizekben tengeri márnák, kisebb fűrészes sügérek, egyébként makréla, tonhal és kalmár szerepel az étrendjén.

## Szaporodása
A párzási időszak késő tavasszal és nyár elején van. Párzás közben a hím fogaival fogva tartja nőstényt. A vemhesség mintegy 9 hónapig tart, melynek végén 10 eleven utód is születhet.

## Rokon fajok
A citromcápa legközelebbi rokona és a Negaprion halnem másik faja, a sarlós citromcápa (Negaprion acutidens).